# 15578 Bagnall
15578 Bagnall eller 2000 GW69 är en asteroid i huvudbältet som upptäcktes den 5 april 2000 av LINEAR i Socorro County, New Mexico. Den är uppkallad efter Dylan Andrew Bagnall.
Asteroiden har en diameter på ungefär 6 kilometer och den tillhör asteroidgruppen Koronis.